# Grand Prix de Monaco (Radrennen)
Der Grand Prix de Monaco war ein monegassisches Eintagesrennen im Straßenradsport, welches zwischen 1949 und 1983 ausgetragen wurde. Frans Verbeeck hatte mit drei Erfolgen die meisten Siege errungen.

## Palmarès
| Jahr | Gewinner                  | Zweiter                  | Dritter                |
| ---- | ------------------------- | ------------------------ | ---------------------- |
| 1949 | Émile Rol                 | Amédée Rolland           | Robert Vercellone      |
| 1950 | Antoine Giauna            | Théo Borri               | Jean Dotto             |
| 1950 | Georges Galliano          | Antoine Giauna           | Amédée Rolland         |
| 1951 | Jean Dotto                | Joseph Mirando           | André Remond           |
| 1952 | Jean Dotto                | Pierre Molinéris         | José Gil Sole          |
| 1953 | Francis Siguenza          | Charles Gregorini        | André Geneste          |
| 1954 | Francis Anastasi          | Jacques Dupont           | Gilbert Bauvin         |
| 1955 | André Payan               | Armand Di Caro           | Fernand Valentini      |
| 1956 | Jean Anastasi             | Joseph Mirando           | Raymond Elena          |
| 1957 | Gilbert Bauvin            | Louison Bobet            | Seamus Elliott         |
| 1958 | Germain Derycke           | Raphaël Géminiani        | Jean Bobet             |
| 1959 | Joseph Groussard          | Nino Defilippis          | Alfred Gratton         |
| 1960 | Jean Graczyk              | Carlo Brugnami           | Claude Colette         |
| 1961 | Jo de Roo                 | Angelo Conterno          | Gilbert Salvador       |
| 1962 | Willy Vanden Berghen      | André Cloarec            | Michel Nédélec         |
| 1963 | Jean Graczyk              | François Hamon           | Gilbert Salvador       |
| 1964 | Italo Zilioli             | Joseph Groussard         | Gilbert Bellone        |
| 1965 | Frans Melckenbeeck        | Carmine Preziosi         | Vito Taccone           |
| 1966 | Gianni Motta              | Vittorio Adorni          | Raymond Poulidor       |
| 1967 | Luciano Armani            | Francis Campaner         | Jean-Louis Bodin       |
| 1968 | Roger Swerts              | Fernand Etter            | Cyrille Guimard        |
| 1969 | Jacques Cadiou            | Pierre Matignon          | Guy Gillet             |
| 1970 | Wladimiro Panizza         | Gianfranco Bianchin      | Constantino Conti      |
| 1971 | Frans Verbeeck            | Eddy Merckx              | Enrico Paolini         |
| 1972 | Frans Verbeeck            | Roger Rosiers            | Victor Van Schil       |
| 1973 | Roger De Vlaeminck        | Raymond Delisle          | Derek Harrison         |
| 1974 | Ferdinand Bracke          | Raymond Delisle          | José De Cauwer         |
| 1975 | Francesco Moser           | Wladimiro Panizza        | Gerrie Knetemann       |
| 1976 | Frans Verbeeck            | Jean-Pierre Danguillaume | Raymond Delisle        |
| 1977 | Keine Austragung          | Keine Austragung         | Keine Austragung       |
| 1978 | Jan Raas                  | Joop Zoetemelk           | Klaus-Peter Thaler     |
| 1979 | Jacques Esclassan         | Paul Sherwen             | René Bittinger         |
| 1980 | Claude Vincendeau         | Alain Meslet             | Hubert Arbes           |
| 1981 | Jean-René Bernaudeau      | Stephen Roche            | Bernard Bourreau       |
| 1982 | Pierre-Raymond Villemiane | Serge Beucherie          | Pierre-Henri Menthéour |
| 1983 | Kim Andersen              | Sean Kelly               | Eric Vanderaerden      |